# Fritz Johansson
Fritz Rudolf Johansson (ur. 27 maja 1893, zm. 19 września 1971) – szwedzki zapaśnik walczący w stylu klasycznym. Olimpijczyk z Sztokholmu 1912, gdzie zajął jedenaste miejsce w wadze średniej.

## Letnie Igrzyska Olimpijskie 1912
| Konkurencja          | Rundy eliminacyjne       | Rundy eliminacyjne    | Rundy eliminacyjne        | Rundy eliminacyjne | Klas. końcowa |
| Konkurencja          | Przeciwnik I             | Przeciwnik II         | Przeciwnik III            | Przeciwnik IV      | Miejsce       |
| -------------------- | ------------------------ | --------------------- | ------------------------- | ------------------ | ------------- |
| 75 kg styl klasyczny | Hvitfeldt Hansen (DEN) Z | Rezső Somogyi (HUN) Z | Theodor Tirkkonen (FIN) P | Mikko Holm (FIN) P | 11.           |